# Lillevorde Sogn
Lillevorde Sogn er et sogn i Aalborg Østre Provsti (Aalborg Stift).
I 1800-tallet var Lillevorde Sogn anneks til Gudum Sogn. Begge sogne hørte til Fleskum Herred i Aalborg Amt. Gudum-Lillevorde sognekommune blev ved kommunalreformen i 1970 indlemmet i Sejlflod Kommune, der ved strukturreformen i 2007 indgik i Aalborg Kommune.
I Lillevorde Sogn ligger Lillevorde Kirke.
I sognet findes følgende autoriserede stednavne:
- Femhøje (areal)
- Gudumholm (bebyggelse)
- Lillevorde (bebyggelse, ejerlav)
- Lillevorde Kær (bebyggelse)
- Svendsgårde (bebyggelse)
- Ugild (bebyggelse)